# Saint-Victor-la-Rivière
Saint-Victor-la-Rivière – miejscowość i gmina we Francji, w regionie Owernia-Rodan-Alpy, w departamencie Puy-de-Dôme.
Według danych na rok 1990 gminę zamieszkiwało 199 osób, a gęstość zaludnienia wynosiła 11 osób/km² (wśród 1310 gmin Owernii Saint-Victor-la-Rivière plasuje się na 650. miejscu pod względem liczby ludności, natomiast pod względem powierzchni na miejscu 517.).